# Перкун, Анатолий Сафронович
Анатолий Сафронович Перкун (1936—2013) — новатор сельскохозяйственного производства, Герой Социалистического Труда. Член КПСС с 1967 года, делегат XXV съезда КП Украины. Депутат Совета Союза Верховного Совета СССР 9—11 созыва (1974—1989) от Винницкой области.

## Биография
Родился 24 августа 1936 года в селе Кунка Гайсинского района Винницкой области. После окончания в 1955 году Ольгопольского училища механизации сельского хозяйства, работал трактористом, а с 1962 года возглавил механизированное звено колхоза имени Шевченко Гайсинского района. С 1970 года — там же бригадир тракторной бригады, которая в течение нескольких лет ежегодно выращивала высокие урожаи зерновых культур (по 30-36 ц / га) и сахарной свеклы (по 390 ц / га). Указом Президиума Верховного Совета СССР от 24 декабря 1976 года присвоено звание Героя Социалистического Труда с вручением ордена Ленина и медали «Серп и Молот», а также ранние медаль «За трудовое отличие», ордена Ленина, юбилейной медалью «За доблестный труд» и другими отличительными знаками. Умер Анатолий Сафронович 9 сентября 2013 года.